# فريدريك وارنر
فريدريك وارنر (بالإنجليزية: Frederick Warner)‏ هو دبلوماسي وسياسي بريطاني (وحمل سابقاً جنسية المملكة المتحدة لبريطانيا العظمى وأيرلندا)، ولد في 2 مايو 1918، وتوفي في 30 سبتمبر 1995. حزبياً، نشط في حزب المحافظين. في انتخابات البرلمان الأوروبي 1979، انتخب عضو في البرلمان الأوروبي عن دائرة Somerset (European Parliament constituency) ‏ لترشحه ضمن قائمة حزب المحافظين، وقد انضم خلال فترته النيابية (17 يوليو 1979 – 23 يوليو 1984) للكتلة البرلمانية الديمقراطيون الأوروبيون ‏ وانتخب سفير المملكة المتحدة لدى لاوس (1965 – 1967) وانتخب سفير المملكة المتحدة لدى اليابان (1972 – 1975).